# Póstumo (término)
Póstumo (del latín: postŭmus = post, "después" + humus, "enterrar" = "después de enterrar") es el término utilizado en muchos campos para referirse a lo que viene después de la muerte. La Real Academia Española lo define como «Que sale a la luz después de la muerte del padre o autor».

## Uso
El término generalmente era usado para referirse a los hijos nacidos después de la muerte del padre o la madre, por lo que se conocían como "Hijos póstumos". Más tarde se incorporó a la literatura para referirse, de igual manera, a las obras publicadas después de la muerte del autor, como asimismo aplica al concepto la RAE.

## Etimología
La palabra «póstumo» proviene del latín postŭmus, que surge de la combinación del prefijo post y humus, que proviene del verbo humare. Post significa "después" y humare significa "enterrar", por lo que se puede entender "después de enterrado", o más bien: "después de la muerte".